# Leikkistenjärvi
Leikkistenjärvi är en sjö i Finland. Den ligger i Nådendals stad i landskapet Egentliga Finland, i den sydvästra delen av landet, 170 km väster om huvudstaden Helsingfors. Leikkistenjärvi ligger 10 meter över havet. Arean är 20,5 hektar och strandlinjen är 2,18 kilometer lång. Sjön  ingår i Norra Skärgårdshavets avrinningsområde.   Den ligger på ön Rimito. I omgivningarna runt Leikkistenjärvi växer i huvudsak barrskog.